# 宇宙救助返還協定
宇宙飛行士の救助及び送還並びに宇宙空間に打ち上げられた物体の返還に関する協定（うちゅうひこうしのきゅうじょおよびそうかんならびにうちゅうくうかんにうちあげられたぶったいのへんかんにかんするきょうてい、英：Agreement on the Rescue of Astronauts, the Return of Astronauts and the Return of Objects Launched into Outer Space、英略称：Rescue Agreement）は、宇宙法を構成する5条約の1つ。
事故、遭難又は緊急着陸の場合に宇宙飛行士(以下、乗員）の救助・送還、および物体の返還を定める、宇宙条約第5条・8条の規定を具体化したもの。
略称は宇宙救助返還協定。
1967年12月12日に採択された第22会期国際連合総会決議2345号で、1968年12月3日に発効した。

## 主な内容

### 宇宙飛行士遭難の際の初動
第1条で規定。乗員が事故に遭遇・遭難した事実を知った場合には、直ちに、次のことを行うものとする。
1. 打上げ機関に通報し、打上げ機関に直ちに連絡を取れない場合には適当な通信手段によりこれらの情報を公表する。
2. 国際連合事務総長に通報し、また同事務総長は遅滞なくこれらの情報を公表する。

### 締約国の救助義務（管轄領域）
第2条で規定。事故、遭難、緊急の又は意図しない着陸により乗員がいずれかの締約国の管轄の下にある領域に着陸した場合、当該締約国は直ちに、その乗員の救助のためにすべての可能な措置をとり、すべての必要な援助を与えなければならない。当該締約国は、自国の行う行動について打上げ機関及び国際連合事務総長に対し、その措置及び実施状況を通報しなければならない。

### 締約国の救助義務（管轄外領域）
第3条で規定。乗員が公海又はいずれの国の管轄の下にもないその他の地域に着陸した事実を知った場合には、迅速に乗員を救助するために捜索救助活動に援助を与えることができる締約国は、そのための援助を与えなければならない。援助を与える締約国は、打上げ機関及び国連事務総長に対し、その措置及び実施状況を通報しなければならない。

### 乗員の引き渡し原則
第4条で規定。乗員は事故、遭難又は緊急の若しくは意図しない着陸によりいずれかの締約国の管轄の下にある領域、公海又はいずれの国の管轄の下にもないその他の地域に着陸した場合には、安全かつ迅速に打上げ機関の代表者に引き渡されなければならない。

### 宇宙物体の取扱い原則
第5条で規定。以下の一連の規定が定められている。
1. 宇宙物体又はその構成部分が「自国の管轄の下にある領域、公海又はいずれの国の管轄の下にもないその他の地域」に降下した事実を知った場合、締約国は打上げ機関及び国連事務総長に対しその旨を通報する。
2. 宇宙物体又はその構成部分が発見された領域について管轄権を有する場合、当該締約国は、打上げ機関の要請に応じ、また、必要な場合には打上げ機関の援助を受けて、当該宇宙物体又はその構成部分を回収するため、実行可能と認める措置をとる。
3. 宇宙空間に打上げられた物体又はその構成部分であって打上げ機関の領域外で発見されたものは、打上げ機関の要請に応じ、打上げ機関の代表者に引き渡されるか、又はその処理に委ねられる。
4. 自国の管轄の下にある領域において発見し又はその他の場所において回収した宇宙物体若しくはその構成部分が、「危険又は害をもたらすものであると信ずるに足りる理由がある場合」には、打上げ機関にその旨を通知することができる。この場合において、打上げ機関は、発生するおそれのある危害を除去するため、当該締約国の指揮及び監督の下に、直ちに、効果的な措置をとる。
5. 宇宙物体又はその構成部分を回収し及び返還する義務を履行するために要した費用は、打上げ機関が負担する。

## 採択・発効
- 1967年12月12日：国連総会決議2345号として採択
- 1968年4月22日：署名のために開放
- 1968年12月3日：効力発生

## 締約国
2012年12月12日現在での締約状況は次の通り。
- 署名 - 24ヵ国
- 批准 - 90ヵ国
- 承諾 - 2機関

### 日本
- 未署名
- 1983年6月20日加入[2]。

### 署名国
（アルファベット順）
- ボリビア
- コロンビア
- コンゴ民主共和国
- コスタリカ
- ドミニカ共和国
- ガーナ
- ハイチ
- ジャマイカ

- ヨルダン
- レソト
- ルクセンブルク
- マレーシア
- マルタ
- モナコ
- ミャンマー
- ニカラグア

- フィリピン
- ルワンダ
- セネガル
- セルビア
- ソマリア
- ベネズエラ
- ベトナム
- イエメン

（計24ヵ国）

### 批准国
（アルファベット順）
- アルゼンチン
- アンティグア・バーブーダ
- オーストラリア
- オーストリア
- バハマ
- バルバドス
- ベラルーシ
- ベルギー
- ボスニア・ヘルツェゴビナ
- ボツワナ
- ブラジル
- ブルガリア
- カナダ
- カンボジア
- チリ
- 中国
- キューバ
- キプロス
- チェコ
- デンマーク
- エクアドル
- エジプト
- エルサルバドル
- フィジー
- フィンランド
- フランス
- ガボン
- ガンビア
- ギニアビサウ
- ドイツ

- ジョージア
- ギリシャ
- ガイアナ
- ハンガリー
- アイスランド
- インド
- インドネシア
- イラン
- イラク
- アイルランド
- イスラエル
- イタリア
- 日本
- カザフスタン
- クウェート
- ラオス
- レバノン
- モルディブ
- マダガスカル
- モーリシャス
- 北マケドニア
- メキシコ
- モンゴル
- モロッコ
- ネパール
- オランダ
- ニュージーランド
- ニジェール
- ナイジェリア
- ノルウェー

- パキスタン
- ペルー
- ポーランド
- パプアニューギニア
- ポルトガル
- 韓国
- ルーマニア
- ロシア
- サンマリノ
- セルビア
- シンガポール
- スロバキア
- スロベニア
- 南アフリカ共和国
- スペイン
- エスワティニ
- スウェーデン
- スイス
- シリア
- セーシェル
- セントビンセント・グレナディーン
- タイ
- トンガ
- チュニジア
- トルコ
- ウクライナ
- イギリス
- アメリカ合衆国
- ウルグアイ
- ザンビア

（計90ヵ国）

### 承諾機関
- 欧州宇宙機関（ESA）
- 欧州気象衛星開発機構（EUMETSAT）

（計2機関）